# ورم مخاطي قلبي
الورم المخاطي هو ورم حميد نادر في القلب. Myxomas هو الورم القلبي الأساسي الأكثر شيوعًا لدى البالغين، وهو الأكثر شيوعًا في الأذين الأيسر. قد تتطور الأورام المخاطية أيضًا في حجرات القلب الأخرى. الورم مشتق من خلايا الوسيطة المتعددة.

## الأسباب
الأورام المخاطية هي أكثر أنواع أورام القلب الأولية شيوعًا. تنشأ معظم الأورام المخاطية بشكل متقطع (90%)، ويعتقد أن حوالي 10% فقط تنشأ بسبب التوريث.
حوالي 10% من الأورام المخاطية موروثة، كما هو الحال في متلازمة كارني. تسمى هذه الأورام الأورام المخاطية العائلية. تميل إلى الحدوث في أكثر من جزء من القلب في وقت واحد، وغالبًا ما تسبب أعراضًا في سن أصغر من الأورام المخاطية الأخرى. ويلاحظ تشوهات أخرى في الأشخاص الذين يعانون من متلازمة كارني تشمل myxomas الجلد، وتصبغ، وفرط النشاط الغدد الصماء، وشفاني وزرقاء شبيهة بالظهارية الشامات. الأورام الخبيثة أكثر شيوعًا لدى النساء أكثر من الرجال.
قد تحدث الأعراض في أي وقت، ولكنها غالبًا ما تصاحب تغيير وضع الجسم. يمكن أن يكون للأورام المخاطية المتساقطة «تأثير كرة محطمة»، لأنها تؤدي إلى الركود وقد تؤدي في النهاية إلى الانسداد. قد تشمل الأعراض ما يلي:
- ضيق التنفس عند النشاط.
- Platypnea - صعوبة التنفس في الوضع المستقيم مع الراحة في وضع الاستلقاء.
- ضيق التنفس الليلي الانتيابي - صعوبة التنفس عند النوم.
- دوخة.
- إغماء.
- الخفقان - الشعور بإحساس نبض القلب.
- ألم أو ضيق في الصدر.
- الموت المفاجئ (في هذه الحالة يتم التعرف على الورم بتشريح للجثة).

غالبًا ما تحاكي أعراض وعلامات الأورام المخاطية الأذينية اليسرى تضيق التاجي. قد تظهر الأعراض العامة أيضًا، مثل:
- سعال.
- الوذمة الرئوية، مع عودة الدم إلى الشريان الرئوي، بعد زيادة الضغوط في الأذين الأيسر وتمدد الأذين.
- نفث الدم.
- حمى.
- دنف - فقدان الوزن غير الطوعي.
- الانزعاج العام (التوعك).
- الم المفاصل.
- اللون الأزرق للجلد، خاصة أن الأصابع تغير لونها عند الضغط أو البرودة أو الضغط (ظاهرة رينود)
- ارتياد - انحناء الأظافر مصحوب بتضخم الأنسجة الرخوة للأصابع.
- تورم - أي جزء من الجسم.
- لغط القلب الانقباضي.[5]

قد تحاكي هذه الأعراض العامة أيضًا أعراض التهاب الشغاف المعدي.
- عدم انتظام ضربات القلب.
- وذمة رئوية.
- الصمات المحيطية.
- انتشار (ورم خبيث) للورم.
- انسداد صمام القلب التاجي.
- سكتة دماغية.
- تمدد الأوعية الدموية الدماغية المغزلية.

سيستمع الطبيب إلى القلب باستخدام السماعة. يمكن سماع "tumor plop" (صوت مرتبط بحركة الورم)، أو أصوات القلب غير الطبيعية، أو نفخة مماثلة للعلكة المتوسطة الانبساطية للتضيق التاجي. قد تتغير هذه الأصوات عندما يغير المريض وضعه.
نادرًا ما تنتج الأورام المخاطية الأذينية اليمنى أعراضًا حتى تنمو لتصبح علة الأقل 13 سم (حوالي 5 بوصة).
قد تشمل الاختبارات:
- دراسة تخطيط صدى القلب ودوبلر.
- تصوير الصدر بالأشعة السينية.
- الأشعة المقطعية للصدر.
- تصوير القلب بالرنين المغناطيسي.
- تصوير الأوعية الدموية للقلب الأيسر.
- تصوير الأوعية الدموية للقلب الأيمن.
- تخطيط كهربية القلب - قد يُظهر الرجفان الأذيني.

فحوصات الدم: قد يُظهر العد الدموي الشامل فقر الدم وزيادة خلايا الدم البيضاء. عادة ما يتم زيادة معدل ترسيب كريات الدم الحمراء (ESR).

مخطط صدى القلب للأورام المخاطية الأذينية
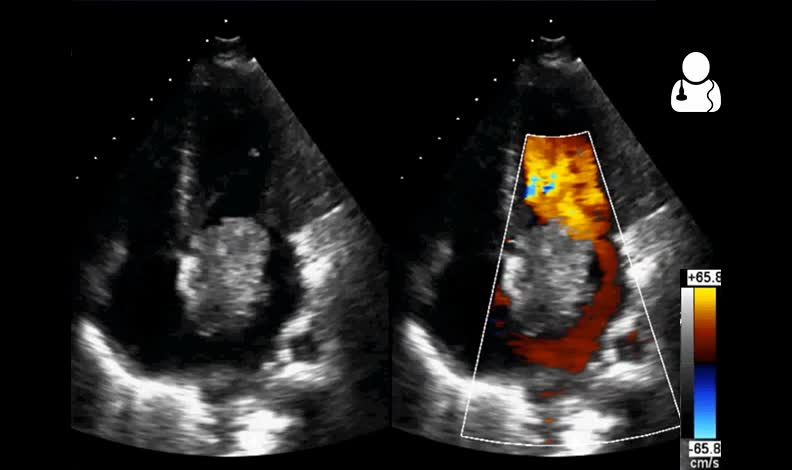
مخطط صدى القلب يظهر الورم المخاطي الأذيني

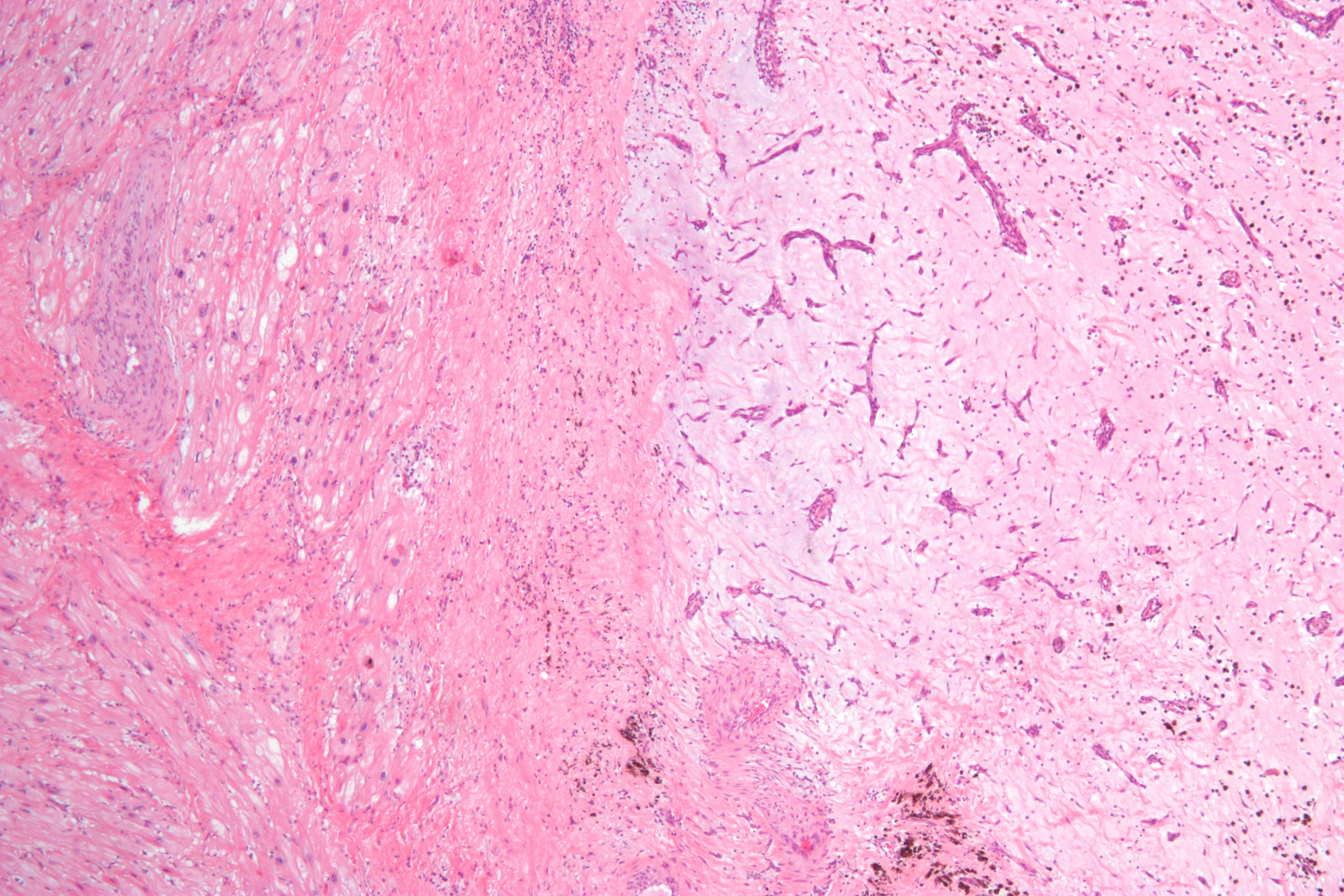
عضلة القلب الأذيني وعضلة القلب. صبغة H&E.
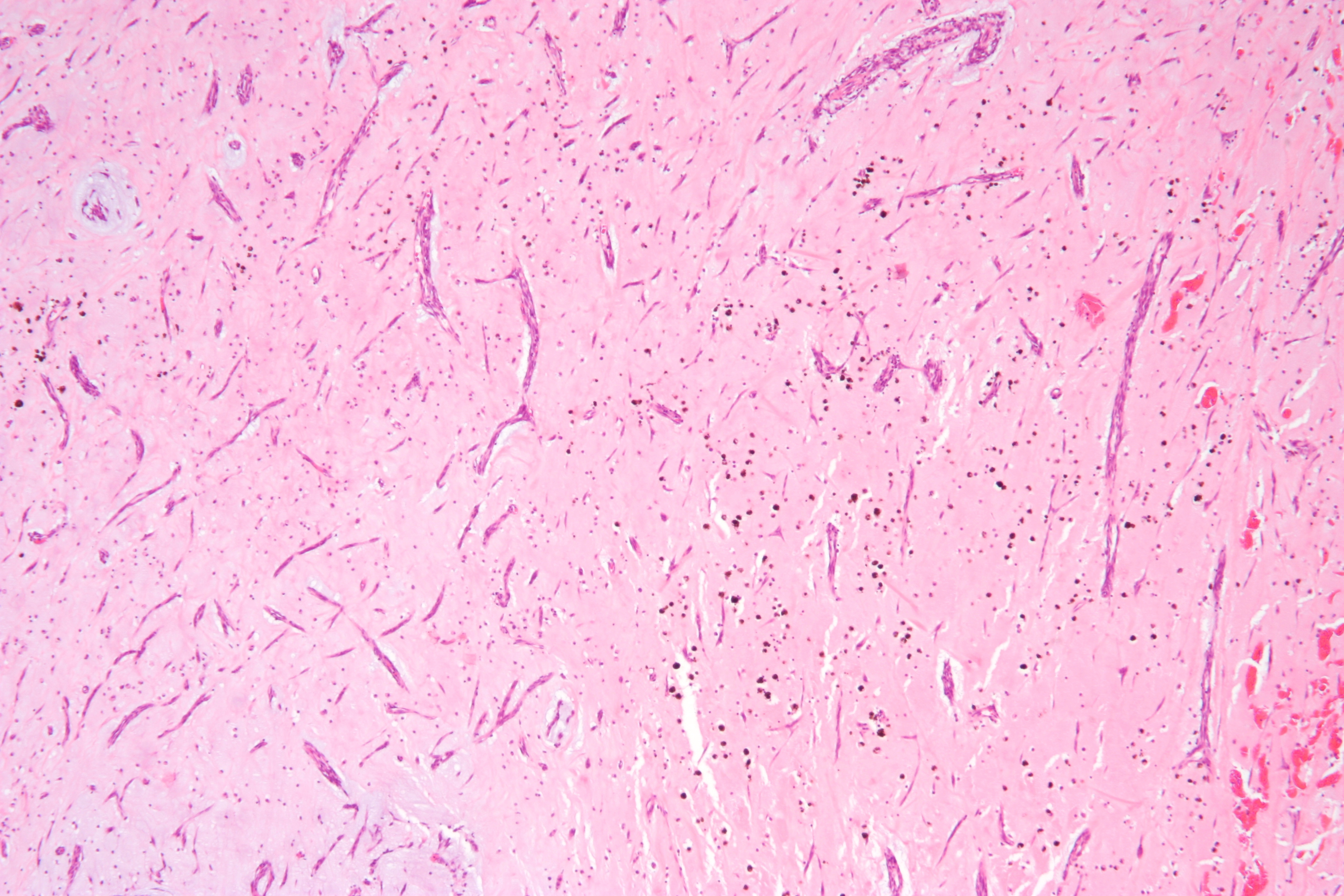
الورم المخاطي الأذيني. صبغة H&E.
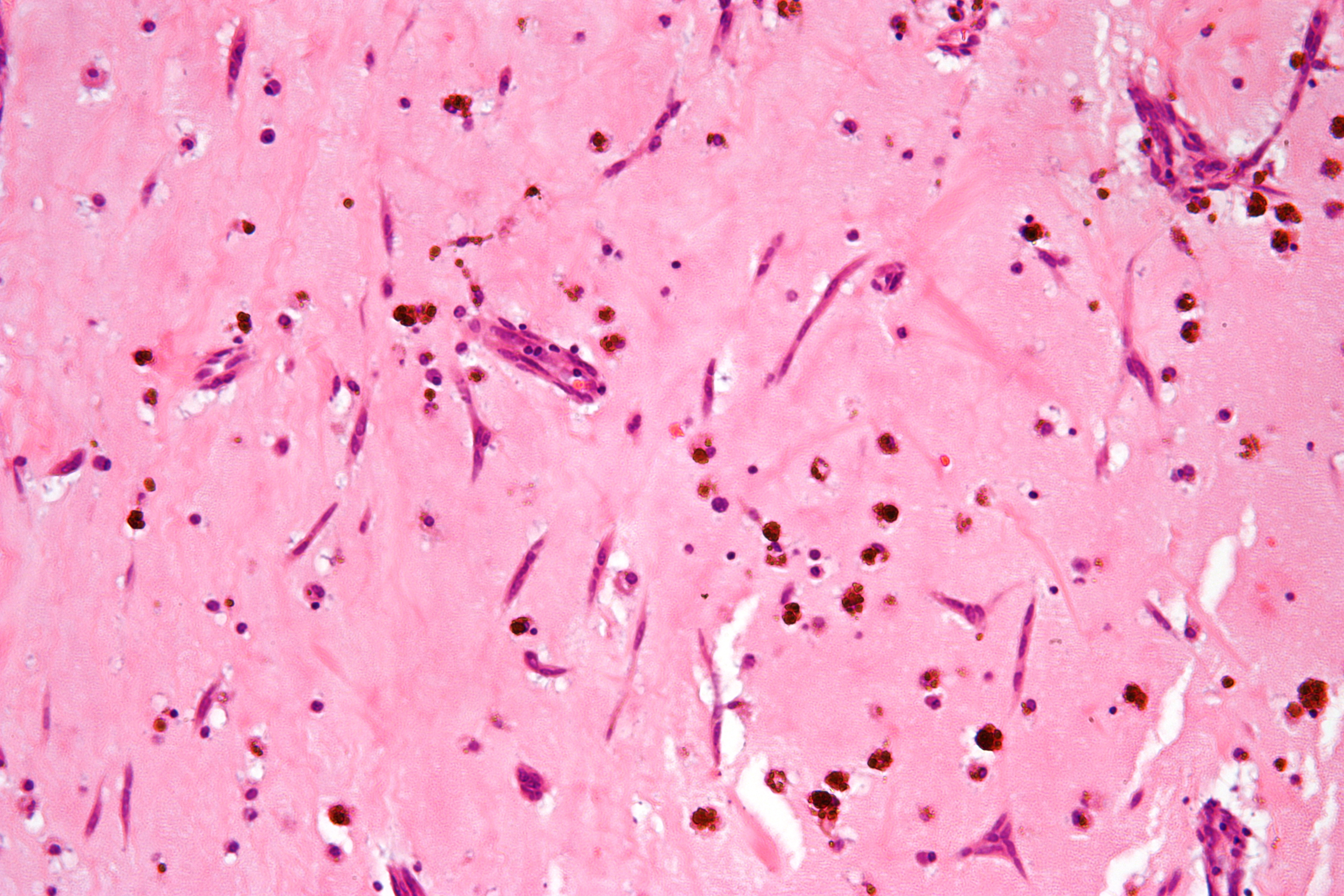
الورم المخاطي الأذيني. صبغة H&E.
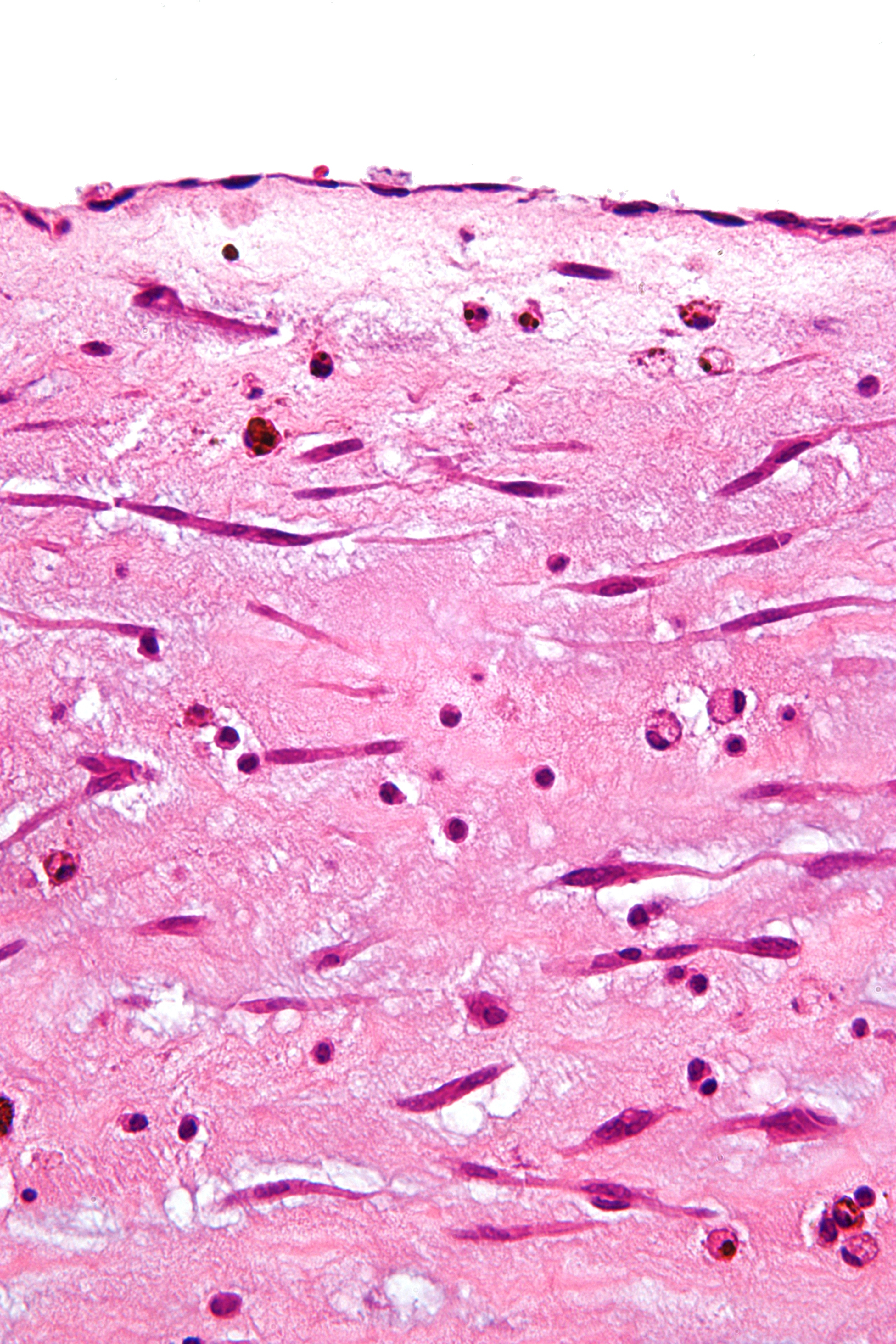
يغطي الورم المخاطي الأذيني البطانة . صبغة H&E.

يجب إزالة الورم جراحيًا. سيحتاج بعض المرضى أيضًا إلى استبدال الصمام التاجي. يمكن القيام بذلك خلال نفس الجراحة.
قد تعود الأورام المخاطية إذا لم تزيل الجراحة جميع خلايا الورم.

## التكهنات

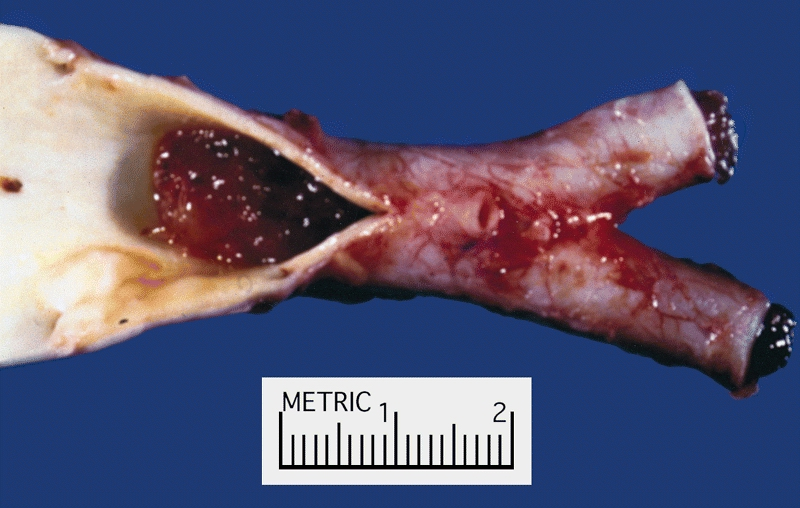
شظية معزولة من الورم المخاطي الأذيني في التشعب الحرقفي.

على الرغم من أن الورم المخاطي ليس خبيثًا مع خطر حدوث ورم خبيث، تكون المضاعفات شائعة. يمكن أن يؤدي الورم الخبيث، إذا لم يتم علاجه، إلى انسداد (تكسر خلايا الورم والسفر مع مجرى الدم). يمكن أن تنتقل شظايا الميكسوما إلى الدماغ أو العين أو الأطراف.
إذا استمر الورم في التوسيع داخل القلب، فقد يمنع تدفق الدم عبر الصمام التاجي ويسبب أعراض تضيق تاجي أو ارتجاع تاجي. قد يتطلب هذا جراحة طارئة لمنع الموت المفاجئ.